# Felenne
Felenne (in vallone Felene) è un villaggio sulle alture della valle della Mosa, nella provincia di Namur, in Belgio, prossimo al confine con la Francia. Già comune autonomo, nel 1977 si è fuso con Beauraing.